# The Blackout (film uit 1997)
The blackout is een Amerikaanse dramafilm uit 1997 van Abel Ferrara. Het scenario werd geschreven door Abel Ferrara, Marla Hanson en Christ Zois. 

## Verhaallijn
Matty is een filmster die zijn oud-liefje Annie opzoekt in Miami. Matty is nog hopeloos verlief op haar maar is meestal high en dronken. Tijdens een nachtje stappen komt hij een serveerster tegen (tevens Annie geheten) en tijdens een wilde nacht met haar heeft hij een black-out. Anderhalf jaar later woont Matty in New York met zijn vriendin Susan. Matty heeft steeds terugkerende nachtmerries waar hij zijn ex-liefje Annie wurgt. Als Susan op een trip is gaat hij op zoek naar zijn ex-liefje. Nadat hij haar levend terugziet, komt hij te weten dat hij Annie de serveerster gewurgd heeft tijdens seks. Hij kan niet om met het feit dat hij haar vermoord heeft en verdrinkt zich in de zee. 

## Rollen
- Matthew Modine - Matty (filmster)
- Dennis Hopper - Mickey Wayne (filmregisseur)
- Béatrice Dalle - Annie (filmster en voormalige partner van Matty)
- Sarah Lassez - Annie (serveerster)
- Claudia Schiffer - Susan (nieuwe partner van Matty)